# عائد (اسم)
عائد هو اسم علم مذكر من أصل عربي، ومعناه هو الراجع، زائر المريض، الربح الذي يعود على المرء بعد البيع.

## الأصل اللغوي
العَائِدُ  : ما يعود من ربح على المشترك في جمعية تعاونية أو نحوها . والجمع : عوائد.

جمع: ون، ات،  عَوَائِدُ.   
(فاعل مِنْ عَادَ).
1-  عَائِدٌ  إِلَى وَطَنِهِ : رَاجِعٌ إِلَيْهِ.
2-  عَائِدٌ  الْمَرِيضِ : مَنْ يَزُورُ الْمَرِيضَ، أَيْ زَائِرُهُ.
3-  عَائِدَةُ  أَعْمَالِهِ وَأَفْعَالِهِ : مَعْرُوفُهُ، صِلَتُهُ- مَا أَكْثَرَ عَائِدَاتِ الرَّجُلِ عَلَى مُوَاطِنِيهِ!.
4-  عَائِدَةُ  الْعَمَلِ : مَنْفَعَتُهُ.
5- عَائِدَاتُ الدَّوْلَةِ : مَدَاخِيلُهَا.
6-  عَائِدَةُ  :اِسْمُ عَلَمٍ لِلإِنَاثِ.

## وصلات خارجية
- موسوعة السلطان قابوس لأسماء العرب نسخة محفوظة 5 أبريل 2019 على موقع واي باك مشين.